# Dikij
Dikij (ros. Дикий) – rosyjski serial kryminalny.

## Bohaterowie
- Igor Lifanow(inne języki) – starszy oficer Aleksandr Diaczenko „Dziki”
- Marija Bajewa – Dusja Diaczenko
- Artiom Mazunow – podporucznik Sewa Koczkin
- Swietłana Timofiejewa-Letunowskaja – kryminolog Wiera Siergiejewna Zwonariowa
- Jekaterina Semionowa – Olga Sergiejewna
- Władimir Steżakow – Sergiej Zajcew
- Aleksandr Jakowlew – pułkownik
- Igor Artaszonow – „Gwóźdź”
- Andriej Gradow – Mark Libenzon
- Igor Furmaniuk – Aleksiej Andriejewicz, major
- Paweł Kasinskij – „Czaszka”
- Konstantin Balakirew(inne języki) – Kondraszow